# Banacek
Banacek  è una serie televisiva statunitense in 16 episodi (più un pilot) trasmessi per la prima volta nel corso di 2 stagioni dal 1972 al 1974.
È una serie del genere poliziesco incentrata sulle vicende di Thomas Banacek, un investigatore assicurativo statunitense di origini polacche. Fu una delle sottoserie integrate nel ciclo NBC Wednesday Mystery Movie. Si alternò nella sua fascia oraria con altre serie e fu l'unica a durare oltre la prima stagione.

## Trama
Thomas Banacek è un investigatore polacco-americano amante dei sigari e dei proverbi che lavora per la Boston Casualty Company con sede a Boston risolvendo furti apparentemente impossibili per conto delle compagnie di assicurazione e prelevando per sé il 10% del valore recuperato. Il successo nella sua professione permette a Banacek di vivere agiatamente nella sua villa sulla Beacon Hill a Boston. Possiede una limousine con autista e in alternativa guida una classica roadster cabriolet della Rolls-Royce. Fa uso di radiotelefoni in tutte le sue vetture. Banacek è un personaggio intelligente, istruito e colto e gode della compagnia di belle donne ma spesso non rifiuta violenti combattimenti corpo a corpo se il momento lo richiede.
Nell'episodio pilota della serie, trasmesso il 20 marzo 1972, Banacek si trova ad indagare sulla scomparsa di un camion blindato carico di lingotti d'oro per un valore di 1,6 milioni di dollari.

## Personaggi e interpreti

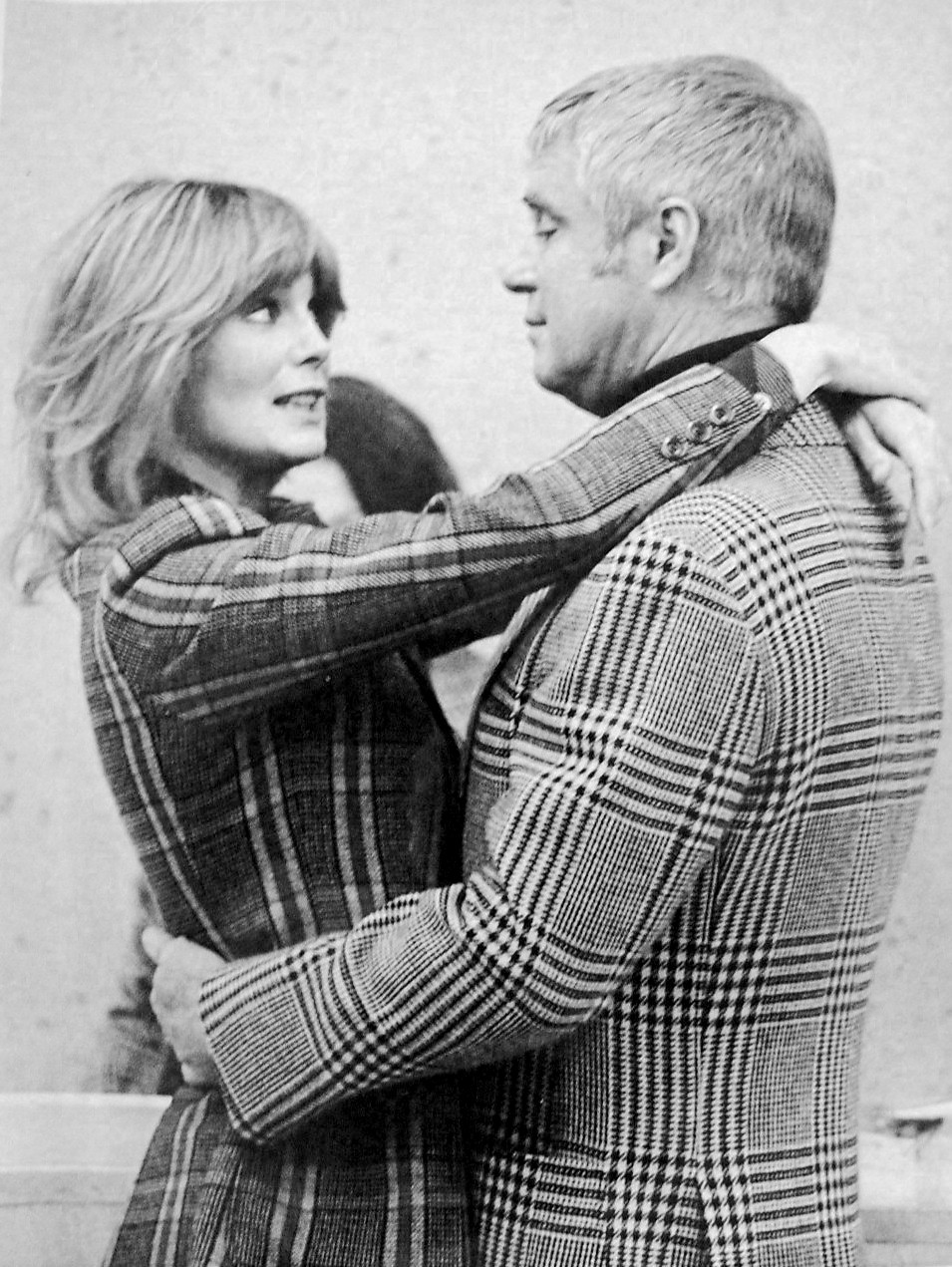
Linda Evans e George Peppard.

- Thomas Banacek (stagioni 1-2), interpretato da George Peppard.
- Jay Drury (stagioni 1-2), interpretato da Ralph Manza.
È l'autista di Banacek.
- Felix Mulholland (stagioni 1-2), interpretato da Murray Matheson.
È un confidente di Banacek.
- Carlie Kirkland (stagioni 1-2), interpretata da Christine Belford.
- Cavanaugh (stagioni 1-2), interpretato da George Murdock.
- Leo (stagioni 1-2), interpretato da Gene Dynarski.
- Church (stagione 1), interpretato da David Spielberg.
- Padre Cass (stagione 1), interpretato da Alan Fudge.
- Dottoressa Judy Forrest (stagione 1), interpretata da Peggy Walton-Walker.
- Tenente Hallohan (stagione 1), interpretato da John Finnegan.
- Grant (stagione 1), interpretato da Byron Morrow.
- Henry DeWitt (stagione 2), interpretato da Linden Chiles.

## Produzione
La serie fu prodotta da Universal TV e girata negli studios della Universal a Universal City in California. Le musiche furono composte da Jack Elliott, Allyn Ferguson, Billy Goldenberg e Dick DeBenedictis. La serie conseguì un riconoscimento da parte del Polish American Congress per i suoi meriti nel rendere positiva l'immagine della gente polacco-americana.

### Registi
Tra i registi sono accreditati:
- Bernard L. Kowalski in 4 episodi (1972-1974)
- Richard T. Heffron in 4 episodi (1972-1973)
- Jack Smight in 2 episodi (1972)
- Andrew V. McLaglen in 2 episodi (1973-1974)
- Theodore J. Flicker
- Jimmy Sangster

### Sceneggiatori
Tra gli sceneggiatori sono accreditati:
- Anthony Wilson in 17 episodi (1972-1974)
- Robert Van Scoyk in 4 episodi (1973-1974)
- Stanley Ralph Ross in 3 episodi (1972-1973)
- Harold Livingston in 2 episodi (1974)
- William Link

## Distribuzione
La serie fu trasmessa negli Stati Uniti dal 20 marzo 1972 (pilot) e dal 13 settembre 1972 (1º episodio) al 12 marzo 1974 sulla rete televisiva NBC. In Italia è stata trasmessa su Canale 5 con il titolo Banacek.
Alcune delle uscite internazionali sono state:
- negli Stati Uniti il 20 marzo 1972 (pilot) e il 13 settembre 1972 (1º episodio) (Banacek)
- in Francia il 4 gennaio 1974 (Banacek)
- nel Regno Unito l'8 luglio 1975 (Banacek)
- in Spagna (Banacek)
- in Italia (Banacek)

## Episodi
| Stagione         | Episodi | Prima TV USA | Prima TV Italia |
| ---------------- | ------- | ------------ | --------------- |
| Prima stagione   | 8+1     | 1972-1973    | 1987            |
| Seconda stagione | 8       | 1973-1974    | 1988            |

## Curiosità
Il detective Manacek, protagonista della dodicesima puntata della ventinovesima stagione dei Simpson (Dove c'è Homer non c'è arte), sembra essere ispirato a Banacek.